# Chemin de fer de Jougne à Eclépens
Die Chemin de fer de Jougne à Eclépens (JE) war eine schweizerische Eisenbahngesellschaft, die von 1870 bis 1876 existierte.

## Geschichte

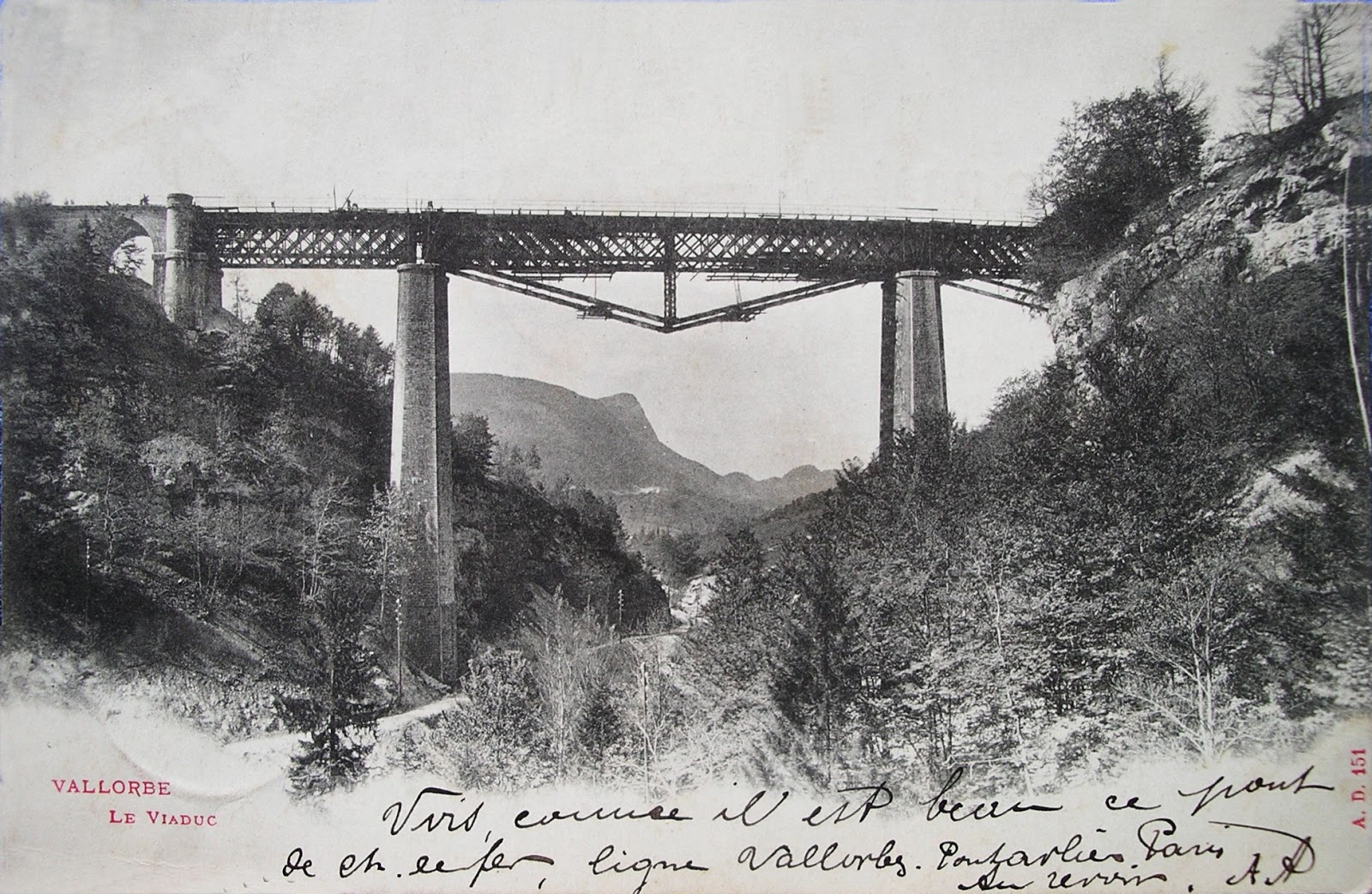
Viadukt von Le Day bei Vallorbe

Die Jougne–Eclépens eröffnete am 1. Juli 1870 die Bahnstrecke von Daillens (bei Eclépens), dem Abzweigpunkt der Bahnstrecke Lausanne–Biel/Bienne der Compagnie de l’Ouest Suisse, nach Vallorbe und am 1. Juli 1875 deren Fortsetzung von Vallorbe über die Schweizer Grenze bis nach Jougne. Die Fortsetzung der Strecke nach Pontarlier gehörte der Paris–Lyon–Mittelmeerbahn (PLM).
Die Strecke der JE ist, zusammen mit der damals im Wallis endenden Simplonstrecke, die kürzeste Transitverbindung von Paris nach Italien. Solange der Simplontunnel nicht durchbohrt war, bot sie keinen Vorteil gegenüber den Linien Paris–Lyon–Genève und Pontarlier–Les Verrieres–Neuchâtel. Der Regionalverkehr in der dünn besiedelten Gegend war gering, und die JE warf zu wenig Ertrag ab.
Die Strecke der JE hatte vier Stationen: La Sarraz, Arnex, Croy-Romainmôtier und Vallorbe. Beim Bau enthielten diese Stationen ein Durchfahrgleis, ein Abstellgleis, ein Abfertigungsgebäude, einen Freiverlad und zwei Bahnsteige. In Vallorbe wurden diese Anlagen grosszügiger ausgestattet und mit einem kleinen Depot mit Drehscheibe und Wasserversorgung sowie mit den notwendigen Einrichtungen für eine Zollabfertigung versehen.
1872 erwarben die Chemins de fer de la Suisse Occidentale (SO) eine massgebliche Beteiligung an der JE, um zu verhindern, dass diese aufgrund ihrer permanenten Finanzprobleme von der Konkurrenz übernommen wird. Am 20. Dezember 1876 übernahmen die Chemins de fer de la Suisse Occidentale (SO) die konkursite Gesellschaft vollständig.
Der Streckenabschnitt von Vallorbe nach Jougne wurde am 19. April 1939 stillgelegt, und weil der Tunnel von Jougne im Zweiten Weltkrieg gesprengt worden war, wurde sie im Jahr 1942 abgebrochen.

## Rollmaterial
Liste der Lokomotiven, die bei der JE eingesetzt wurden:
| Bezeichnung                                   | JE-Nr. | Name         | SO/SOS-Nr. ab 1876 | JS-Nr. ab 1890 | SBB-Nr. ab 1903 | Hersteller | Baujahr | ausrangiert |
| --------------------------------------------- | ------ | ------------ | ------------------ | -------------- | --------------- | ---------- | ------- | ----------- |
| A ab 1874: (SO) V ab 1887: B3T ab 1902: C 3/3 | 1      | La Sarraz    | 87                 | 417            | –               | Koechlin   | 1869    | 1898        |
| A ab 1874: (SO) V ab 1887: B3T ab 1902: C 3/3 | 2      | Romainmôtier | 88                 | 418            | 2413            | Koechlin   | 1869    | 1903        |
| A ab 1874: (SO) V ab 1887: B3T ab 1902: C 3/3 | 3      | Vallorbe     | 89                 | 419            | 2404            | Koechlin   | 1869    | 1909        |